# Amtsgericht Nördlingen

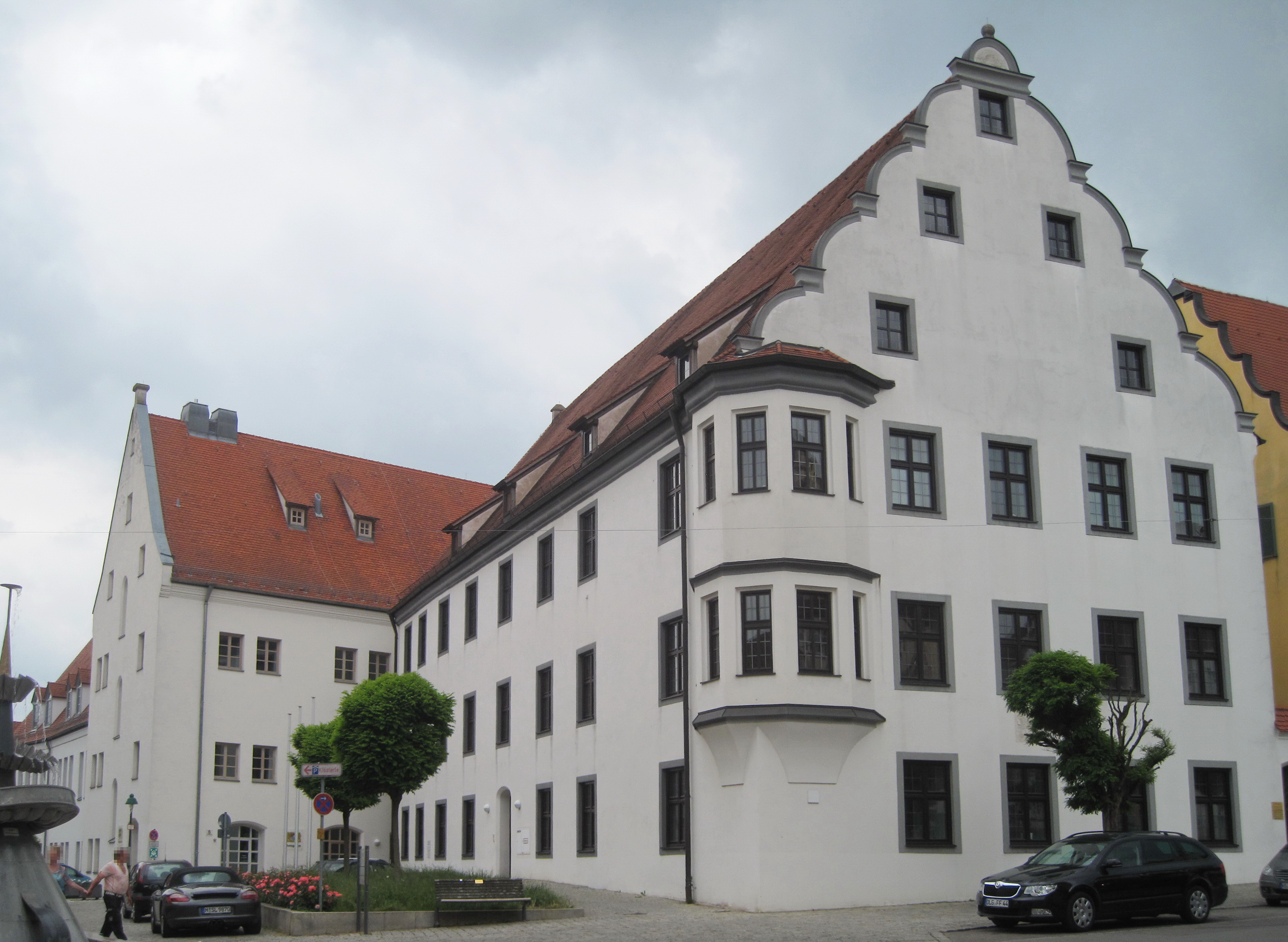
Gerichtsgebäude

Das Amtsgericht Nördlingen ist eines von 73 Amtsgerichten in Bayern und ein Gericht der ordentlichen Gerichtsbarkeit. Der Hauptsitz befindet sich am Tändelmarkt 5 in Nördlingen.

## Geschichte
Justiz hat in Nördlingen eine lange Tradition. Schon 1233 wird die Ernennung eines Gerichtsherrn, des Ammann, durch den König vollzogen. Infolge der Verpfändung der Stadt durch Konrad IV. 1250 verlor sie ihre Gerichtsbarkeit. Erst 1323 wurde sie für 1000 Pfund Heller zurück erkauft.
Bis 1348 übten unter dem Vorsitz des Ammann, jeweils zwölf Konsuln, Beisitzer oder Ratsherrn aus den städtischen Patriziergeschlechtern Verwaltung, Gesetzgebung und Rechtsprechung in der Stadt aus. Durch die Revolution der Zünfte 1348 änderte sich dies erheblich. Der Ammann war nun nicht mehr an der Entscheidung beteiligt, sondern leitete die gerichtliche Prozedur, verkündete Urteile und überwachte die Vollstreckung. Die Entscheidung trafen nun, je nach Fallgegebenheit, zwölf bis 32 Bürger, die ab 1401 Schöffen (scabini) genannt wurden. Zwar blieb dem Ammann der Vorsitz im Gericht, allerdings war er von der Gesetzgebung und Verwaltung ausgeschlossen. Mit monatlich zwei neugewählten Schöffen entschied er Fälle, welche darauf vor dem Rathaus vollstreckt wurden. Die Blutgerichtsbarkeit wurde auf offener Straße außerhalb der Stadt vollstreckt. Im 16. Jahrhundert stand das Gericht den Amtsbürgermeistern beratend zur Seite.
Zwischen 1589 und 1598 wurden durch das Gericht in Nördlingen im Zuge der Inquisition 34 Frauen und ein Mann der Hexerei für schuldig befunden und zum Tod auf dem Scheiterhaufen verurteilt.
Im Königreich Bayern wurde es 1810 Landgericht und 1879 in Folge des Gerichtsverfassungsgesetzes Amtsgericht, das in einem eigenen Gebäude am Tändelmarkt 5 untergebracht war. Am 1. Juli 1973 wurde das Amtsgericht Donauwörth in das Amtsgericht Nördlingen eingegliedert. 1990 wurde das Gebäude am Tändelmarkt 5 ausgebaut. Im Zuge der Verwaltungsreform wurde die 1973 eingerichtete Zweigstelle Donauwörth zum 1. November 2005 aufgelöst und in die Hauptstelle integriert.

## Zuständigkeitsbereich
Das Amtsgericht ist für Zivil-, Familien- und Strafsachen im Landkreis Donau-Ries zuständig.
Folgende Angelegenheiten fallen in den Zuständigkeitsbereich anderer Gerichte:
- Bewährungshilfe (Landgericht Augsburg)
- Genossenschaftsregister (Amtsgericht Augsburg)
- Handelsregister (Amtsgericht Augsburg)
- Landwirtschaftsverfahren (Amtsgericht Augsburg)
- Partnerschaftsregister (Amtsgericht Augsburg)
- Personenstandsverfahren (Amtsgericht Augsburg)
- Vereinsregister (Amtsgericht Augsburg)

## Beschäftigte
Derzeit (Stand 1. August 2018) sind 74 Mitarbeiter am Amtsgericht beschäftigt. Davon neun Richter, 17
Rechtspflegerinnen und Rechtspfleger, 6 Gerichtsvollzieher, 25 Beamtinnen und Beamte des mittleren Justizdienstes, 3 Justizwachtmeister, 1 Justizwachtmeisterin und 11 Arbeitnehmer.